# Mi Reflejo
Mi Reflejo – pierwszy album hiszpańskojęzyczny amerykańskiej wokalistki Christiny Aguilery, drugi album studyjny w jej karierze. Został wydany 12 września 2000 roku nakładem wytwórni RCA Records. Aguilera nagrała Mi Reflejo jako następcę swojej debiutanckiej płyty, zatytułowanej Christina Aguilera (1999), która odniosła światowy sukces i wylansowała cztery przeboje. Muzyka na krążku utrzymana jest w klimacie latynoskiego popu. Album składa się z jedenastu utworów − pięć z nich to nagrane w języku hiszpańskim odpowiedniki piosenek z płyty Christina Aguilera, cztery kolejne to oryginalne kompozycje, a dwie stanowią covery. Nagrania zostały zaadaptowane i skomponowane przez Rudy'ego Péreza, który wyprodukował całą płytę.
W Stanach Zjednoczonych album uplasował się na szczycie gatunkowych zestawień Billboardu Top Latin Albums oraz Latin Pop Albums. Podium list okupował przez dziewiętnaście tygodni. Zajął też miejsce dwudzieste siódme generalnego notowania Billboard 200, a przez organizację Recording Industry Association of America (RIAA) został wyróżniony statusem sześciokrotnej platyny (na polu muzyki latynoskiej). Album był też notowany na listach przebojów w krajach Europy, Ameryki i Azji. Krążek spotkał się z umiarkowanym sukcesem artystycznym, uzyskując mieszane recenzje krytyków. Chwalono wykonanie piosenek przez Aguilerę. Wielu dziennikarzy dostrzegło podobieństwo pomiędzy albumami Mi Reflejo i Christina Aguilera. Stephen Thomas Erlewine okrzyknął płytę jako "starą muzykę w nowych ubraniach". W 2001 roku Mi Reflejo został uhonorowany statuetką Latin Grammy w kategorii najlepszy żeński album pop oraz nominacją do nagrody Grammy jako najlepszy album latin-popowy.
Album wydał w sumie pięć singli. Pierwsze trzy z nich, "Genio atrapado", "'Por siempre tú" i "Ven conmigo (Solamente tú)", zostały przebojami latynoskich notowań Billboardu, popularnością cieszyły się także w krajach latynoamerykańskich i Hiszpanii. Czwarty singel, "Pero me acuerdo de ti", powtórzył sukces swoich poprzedników, a piąty, "Falsas esperanzas", choć minął się z powodzeniem komercyjnym w USA, zdobył szczyt list przebojów w Meksyku i Chile, jak i był notowany na listach w Azji i Europie. Dwa ostatnie wydawnictwa wydano jako single promocyjne. By wypromować album, na początku 2001 Aguilera ruszyła w trasę koncertową Christina Aguilera Latin American Tour 2001.

## Informacje o albumie
Według managera Christiny Aguilery, Steve'a Kurtza, artystka planowała nagranie płyty hiszpańskojęzycznej jeszcze przed zarejestrowaniem swojego debiutanckiego albumu, wydanego w drugiej połowie 1999 roku. Początkowo album miał nosić tytuł Latin Lover Girl, lecz zmieniono go na Mi Reflejo (z hiszp. moje odbicie), w nawiązaniu do latynoskiej wersji piosenki Aguilery "Reflection" (1998). Nagrywanie materiału rozpoczęto w lutym a ukończono w lipcu 2000. Aguilera przystąpiła do pracy nad krążkiem w Miami, w towarzystwie producenta kubańskiego pochodzenia Rudy'ego Péreza.

## Przyjęcie
| AllMusic             | [ 8 ] |
| Entertainment Weekly | (C)   |

### Opinie
Album uzyskał mieszane recenzje ze strony krytyków. Stephen Thomas Erlewine, recenzent serwisu AllMusic, wydał Mi Reflejo ocenę w postaci  oraz stwierdził, że jest to wydawnictwo stanowiące "lustrzane odbicie debiutanckiej płyty Aguilery − jej hiszpańska refleksja. Kontynuując omówienie, Erlewine odniósł się do braku oryginalności albumu, pisząc, że jest on "zbyt podobny do wspomnianego debiutu, nawet mimo swojej elegancji, dobrej produkcji muzycznej i dodatkowych, nowych utworów". Pamflecista podsumował piosenki zawarte na Mi Reflejo jako "starą muzykę w nowych ubraniach".

## Spuścizna
W 2018 roku magazyn Billboard wskazał Mi Reflejo jako jeden z dwudziestu najlepszych albumów z muzyką latynoską.

## Lista utworów

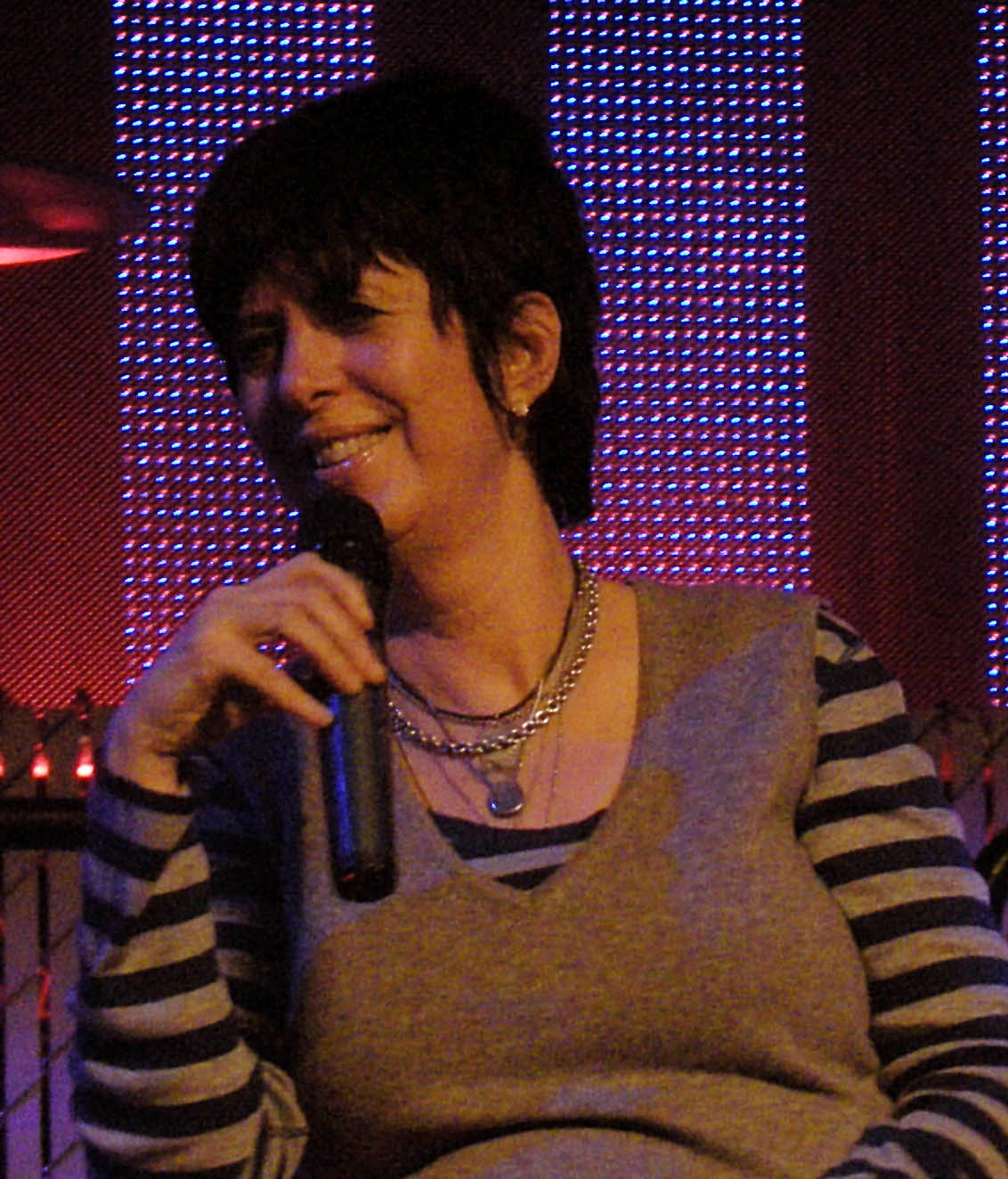
Współautorka singla "Por siempre tú", Diane Warren.

1. "Genio atrapado" (hiszpańskojęzyczny odpowiednik utworu "Genie in a Bottle") (aut. Rudy Pérez, David Frank, Pamela Sheyne, Steve Kipner; prod. Pérez, Frank, Kipner) – 3:37
2. "Falsas esperanzas" (aut. Jorge Luis Piloto; prod. Pérez) – 2:57
3. "El beso del final" (aut. Pérez, Franne Golde, Tom Snow; prod. Pérez) – 4:41
4. "Pero me acuerdo de ti" (aut. Pérez; prod. Pérez) – 4:26
5. "Ven conmigo (Solamente tú)" (odp. "Come on Over Baby (All I Want Is You)") (aut. Pérez, Johan Aberg, Paul Rein; prod. Pérez, Aberg, Rein) – 3:11
6. "Si no te hubiera conocido" (feat. Luis Fonsi) (aut. Pérez; prod. Pérez) – 4:50
7. "Contigo en la distancia" (aut. César Portillo de la Luz; prod. Pérez) – 3:44
8. "Cuando no es contigo" (aut. Pérez, Manuel Lopez; prod. Pérez) – 4:10
9. "Por siempre tú" (odp. "I Turn to You") (aut. Diane Warren, Pérez; prod. Pérez) – 4:05
10. "Una mujer" (odp. "What a Girl Wants") (aut. Pérez, Guy Roche, Shelly Peiken; prod. Pérez, Roche) – 3:14
11. "Mi Reflejo" (odp. "Reflection") (aut. Pérez, Matthew Wilder, David Zippel; prod. Pérez, Wilder) – 3:37

Reedycja
12. "Falsas esperanzas" (Dance Radio Mix) − 3:27
13. "Falsas esperanzas" (Tropical Mix) − 3:10
14. "Pero me acuerdo de tí" (Remix) − 3:41
15. "Ven conmigo (Solamente tú)" (Karaoke Version) − 3:12

## Single
1. "Genio atrapado" (wyd. sierpień 2000)
2. "Por siempre tú" (wyd. październik 2000)
3. "Ven conmigo (Solamente tú)" (wyd. grudzień 2000)
4. "Pero me acuerdo de ti" (wyd. grudzień 2000)
5. "Falsas esperanzas" (wyd. lipiec 2001)

## Pozycje na listach przebojów
| Kraj/region       | Notowanie (2000–2001) | Wydawca             | Najwyższa pozycja |
| ----------------- | --------------------- | ------------------- | ----------------- |
| Argentyna         | Top 100 Albums        | CAPIF               | 1                 |
| Hiszpania         | Top 100 Albums        | PROMUSICAE          | 1                 |
| Japonia           | Top 100 Albums        | Oricon              | 59                |
| Kolumbia          | Official Albums Chart | IFPI                | 1                 |
| Meksyk            | Top 100 Albums        | AMPROFON            | 5                 |
| Peru              | Official Albums Chart | IFPI                | 1                 |
| Stany Zjednoczone | Billboard 200         | Billboard           | 27                |
| Stany Zjednoczone | Latin Pop Albums      | Billboard           | 1                 |
| Stany Zjednoczone | Top Latin Albums      | Billboard           | 1                 |
| Szwajcaria        | Top 100 Albums        | Schweizer Hitparade | 54                |
| Urugwaj           | Top 10 Albums         | CUD                 | 2                 |
| Wenezuela         | Top 40 Albums         | Recordland          | 1                 |

### Listy końcoworoczne
| Kraj              | Notowanie (2000) | Wydawca   | Najwyższa pozycja |
| ----------------- | ---------------- | --------- | ----------------- |
| Stany Zjednoczone | Latin Pop Albums | Billboard | 1                 |
| Stany Zjednoczone | Top Latin Albums | Billboard | 5                 |

| Kraj              | Notowanie (2001) | Wydawca   | Najwyższa pozycja |
| ----------------- | ---------------- | --------- | ----------------- |
| Stany Zjednoczone | Latin Pop Albums | Billboard | 2                 |
| Stany Zjednoczone | Top Latin Albums | Billboard | 2                 |

### Listy dekadowe
| Kraj              | Notowanie (2000−2009) | Wydawca   | Najwyższa pozycja |
| ----------------- | --------------------- | --------- | ----------------- |
| Stany Zjednoczone | Latin Pop Albums      | Billboard | 7                 |
| Stany Zjednoczone | Top Latin Albums      | Billboard | 13                |

### Sprzedaż i certyfikaty
| Kraj      | Wydawca    | Certyfikat | Sprzedane egzemplarze |
| --------- | ---------- | ---------- | --------------------- |
| Hiszpania | PROMUSICAE | platyna    | 100,000+              |
| Kostaryka | —          | —          | 300,000+              |
| Meksyk    | AMPROFON   | 2x platyna | 300,000+              |
| Rosja     | Tophit/2M  | platyna    | —                     |
| Świat     | —          | —          | 5,000,000             |